# Amblymora marmorata
Amblymora marmorata är en skalbaggsart som beskrevs av Stefan von Breuning 1939. Amblymora marmorata ingår i släktet Amblymora och familjen långhorningar. Inga underarter finns listade i Catalogue of Life.